# 2017 ワールド・ベースボール・クラシック アメリカ合衆国代表
2017 ワールド・ベースボール・クラシック アメリカ合衆国代表（2017 - アメリカがっしゅうこくだいひょう）は、2017年に開催された第4回ワールド・ベースボール・クラシックに出場した、野球のアメリカ合衆国代表チームである。

## 経緯
2016年
- 4月15日 - ジム・リーランドが代表監督、ジェフ・ジョーンズ、マーセル・ラッチマン、ロイド・マクレンドン、ウィリー・ランドルフ、アラン・トランメルが代表コーチを務めることが発表された[1]（後にラッチマンとマクレンドンに代わってトム・ブルッケンズ、ティノ・マルティネス、リッチ・ドネリーがコーチとなった。）。
- 5月 - アロルディス・チャップマンがアメリカ合衆国市民権を取得し、WBCの代表資格を満たしたため、アメリカ合衆国代表での参加の意思を表明した[2]。
- 8月26日 - 組み分けが発表され[3]、アメリカ合衆国代表はC組で開幕を迎えることとなった。
- 11月14日 - ジョナサン・ルクロイが代表参加の意思を表明した[4]。
- 11月8日 - マックス・シャーザーが代表参加の意思を表明した[5]。
- 11月8日- ダラス・カイケルが代表参加の意思を表明した[6]。
- 11月11日 - クリス・アーチャーが代表参加の意思を表明した[7]。
- 11月13日 - ノーラン・アレナドが代表参加の意思を表明した[8]。
- 11月18日 - リック・ポーセロが代表不参加の意思を表明した[9]。
- 11月20日 - アダム・ジョーンズが代表参加の意思を表明した[10]。
- 12月1日 - 代表選手予備登録提出期限を迎えた[11]。
- 12月5日 - MLBがクリス・アーチャー、ノーラン・アレナド、アダム・ジョーンズ、アンドリュー・マカッチェン、バスター・ポージー、マックス・シャーザーの代表選出を発表した[12]。
- 12月3日 - マーカス・ストローマンが自身のツイッターにて、母親の出身であるプエルトリコ代表での出場資格もあり、アメリカ合衆国代表で参加するかプエルトリコ代表で参加するかを熟考した結果、アメリカ合衆国での参加の意思を表明した[13]。
- 12月7日 - ザック・ブリットンが代表不参加の意思を表明した[14]。
- 12月7日 - マイケル・ギブンズが代表参加の意思を表明した[15]。
- 12月14日 - マーク・マランソンが代表不参加の意思を表明した[16]。
- 12月14日 - ブランドン・クロフォードが代表監督のリーランドに電波で代表参加の意思を表明した[17]。
- 12月19日 - クリスチャン・イエリッチが代表参加の意思を表明した[18]。
- 12月28日 - ルーク・グレガーソンが代表参加の意思を表明した[19]。
- 12月29日 - ポール・ゴールドシュミット、ダニエル・マーフィーが代表参加の意思を表明した[20]。
- 12月29日 - アンドリュー・ミラーが代表参加の意思を表明した[21]。

2017年
- 1月3日 - ジョージ・スプリンガーが代表不参加の意思を表明した[22]。
- 1月5日 - マット・カーペンターが代表参加することになった[23]。
- 1月5日 - クリス・セール、デビッド・プライスが代表不参加の意思を表明した[24]。
- 1月9日 - シャーザーが右手薬指を疲労骨折したため[25]、自身のツイッターで代表辞退を表明した[26]。
- 1月13日 - アレックス・ブレグマンが自身のツイッターで代表参加の意思を表明した[27]。
- 1月24日 - ジャンカルロ・スタントンが自身のインスタグラムで代表参加の意思を表明した[28]。
- 2月9日 - 代表選手28名が発表された[29]。
- 2月26日 - 指名投手枠で選出されていたソニー・グレイが怪我の懸念から辞退した[30]。
- 3月4日 - 前述の辞退したグレイの代役にジェイク・オドリッジがロースター（指名投手枠）入りした[31]。また同日、マット・カーペンターが腰痛のため辞退し、代役にジョシュ・ハリソンがロースター入りした[32]。
- 3月20日 - アーチャーが代表から外され[33]、マーク・マランソンが合流した[34]。
- 3月21日 - 準決勝日本戦に勝利し、初の決勝進出となった[35]。
- 3月22日 - 決勝プエルトリコ戦に勝利し、初の優勝を果たした[36]。

## 試合結果

### 公式練習試合

#### 3月8日
19:05試合開始、試合時間時間分、観衆人
| ミネソタ・ツインズ | - | アメリカ合衆国 |

|                | 1        | 2        | 3        | 4        | 5        | 6        | 7        | 8        | 9        | R        | H        | E        |
| -------------- | -------- | -------- | -------- | -------- | -------- | -------- | -------- | -------- | -------- | -------- | -------- | -------- |
| アメリカ合衆国 | 不明の旗 | 不明の旗 | 不明の旗 | 不明の旗 | 不明の旗 | 不明の旗 | 不明の旗 | 不明の旗 | 不明の旗 | 不明の旗 | 不明の旗 | 不明の旗 |
| ツインズ       | 不明の旗 | 不明の旗 | 不明の旗 | 不明の旗 | 不明の旗 | 不明の旗 | 不明の旗 | 不明の旗 | 不明の旗 | 不明の旗 | 不明の旗 | 不明の旗 |

#### 3月9日
13:05試合開始、試合時間時間分、観衆人
| ボストン・レッドソックス | - | アメリカ合衆国 |

|                | 1        | 2        | 3        | 4        | 5        | 6        | 7        | 8        | 9        | R        | H        | E        |
| -------------- | -------- | -------- | -------- | -------- | -------- | -------- | -------- | -------- | -------- | -------- | -------- | -------- |
| アメリカ合衆国 | 不明の旗 | 不明の旗 | 不明の旗 | 不明の旗 | 不明の旗 | 不明の旗 | 不明の旗 | 不明の旗 | 不明の旗 | 不明の旗 | 不明の旗 | 不明の旗 |
| レッドソックス | 不明の旗 | 不明の旗 | 不明の旗 | 不明の旗 | 不明の旗 | 不明の旗 | 不明の旗 | 不明の旗 | 不明の旗 | 不明の旗 | 不明の旗 | 不明の旗 |

### 第1ラウンドC組

#### 3月10日
18:00試合開始、試合時間3時間25分、観衆22,580人 マーリンズ・パーク
| アメリカ合衆国 | 3 - 2 | コロンビア |

|                | 1 | 2 | 3 | 4 | 5 | 6 | 7 | 8 | 9 | 10 | R | H | E |
| -------------- | - | - | - | - | - | - | - | - | - | -- | - | - | - |
| コロンビア     | 0 | 0 | 0 | 0 | 2 | 0 | 0 | 0 | 0 | 0  | 2 | 5 | 0 |
| アメリカ合衆国 | 0 | 0 | 0 | 0 | 0 | 2 | 0 | 0 | 0 | 1× | 3 | 6 | 0 |

1. コ：キンタナ、クエバス、ナッポ、モスコーソ
2. ア：アーチャー、ギブンズ、グレガーソン、ダイソン、N・ジョーンズ、ニシェク、クリッパード
3. 勝利：クリッパード(1勝)
4. 敗戦：モスコーソ(1敗)

#### 3月11日
18:30試合開始、試合時間3時間38分、観衆37,446人 マーリンズ・パーク
| ドミニカ共和国 | 7 - 5 | アメリカ合衆国 |

|                | 1 | 2 | 3 | 4 | 5 | 6 | 7 | 8 | 9 | R | H  | E |
| -------------- | - | - | - | - | - | - | - | - | - | - | -- | - |
| アメリカ合衆国 | 0 | 0 | 2 | 1 | 0 | 2 | 0 | 0 | 0 | 5 | 8  | 0 |
| ドミニカ共和国 | 0 | 0 | 0 | 0 | 0 | 2 | 1 | 4 | × | 7 | 10 | 2 |

1. ア：ストローマン、ロアーク、ロバートソン、ミラー、マギ―
2. ド：ボルケス、ネリス、ディアス、アバド、ロブレス、コロメ、ファミリア
3. 勝利：コロメ(1勝)
4. セーブ：ファミリア(1S)
5. 敗戦：ミラー(1敗)
6. 本塁打
ド：マチャド1号(6回ソロ ロアーク)、クルーズ1号(8回3ラン ミラー)、マルテ1号(8回ソロ ミラー)

#### 3月12日
19:00試合開始、試合時間3時間1分、観衆22,303人 マーリンズ・パーク
| アメリカ合衆国 | 8 - 0 | カナダ |

|                | 1 | 2 | 3 | 4 | 5 | 6 | 7 | 8 | 9 | R | H  | E |
| -------------- | - | - | - | - | - | - | - | - | - | - | -- | - |
| カナダ         | 0 | 0 | 0 | 0 | 0 | 0 | 0 | 0 | 0 | 0 | 4  | 2 |
| アメリカ合衆国 | 3 | 4 | 0 | 0 | 0 | 0 | 1 | 0 | X | 8 | 11 | 0 |

1. カ：デンプスター、アルバース、リッチモンド、チャップマン、ラルー、ヘンダーソン、モレケン
2. ア：ダフィー、ギブンズ、クリッパード、マフィー、N・ジョーンズ
3. 勝利：ダフィー(1勝)
4. 敗戦：デンプスター(1敗)
5. 本塁打
ア：アレナド1号(2回3ラン アルバース)、ポージー1号(7回ソロ ヘンダーソン)

### 第2ラウンドF組

#### 3月15日
18:00試合開始、試合時間3時間13分、観衆16,635人 ペトコ・パーク
| アメリカ合衆国 | 4 - 2 | ベネズエラ |

|                | 1 | 2 | 3 | 4 | 5 | 6 | 7 | 8 | 9 | R | H  | E |
| -------------- | - | - | - | - | - | - | - | - | - | - | -- | - |
| ベネズエラ     | 0 | 0 | 1 | 0 | 0 | 0 | 1 | 0 | 0 | 2 | 5  | 2 |
| アメリカ合衆国 | 0 | 0 | 0 | 0 | 0 | 0 | 1 | 3 | × | 4 | 11 | 1 |

1. べ：ヘルナンデス、ゲラ、カスティーヨ、レオン、H.ロンドン、B.ロンドン
2. ア：スマイリー、ダイソン、ロバートソン、ミラー、ニシェク、グレガーソン
3. 勝利：ニシェク(1勝)
4. セーブ：グレガーソン(1S)
5. 敗戦：H.ロンドン(1敗)
6. 本塁打
べ：オドーア1号(7回ソロ ロバートソン)
ア：A.ジョーンズ1号(8回ソロ H.ロンドン)ホスマー1号(8回2ラン H.ロンドン)

#### 3月17日
19:00試合開始、試合時間3時間9分、観衆32,463人 ぺトコ・パーク
| プエルトリコ | 5 - 6 | アメリカ合衆国 |

|                | 1 | 2 | 3 | 4 | 5 | 6 | 7 | 8 | 9 | R | H | E |
| -------------- | - | - | - | - | - | - | - | - | - | - | - | - |
| アメリカ合衆国 | 0 | 1 | 0 | 0 | 1 | 1 | 0 | 0 | 2 | 5 | 7 | 2 |
| プエルトリコ   | 4 | 0 | 0 | 0 | 0 | 2 | 0 | 0 | X | 6 | 8 | 0 |

1. ア：ストローマン、キブンズ、ミラー、ロバートソン、N.ジョーンズ
2. プ：ルーゴ、クラウディオ、コローン、ディアス
3. 勝利：ルーゴ(1勝)
4. セーブ：ディアス(1S)
5. 敗戦：ストローマン(1敗)
6. 本塁打
ア：ポージー2号(5回ソロ ルーゴ)、A.ジョーンズ2号(6回ソロ ルーゴ)

#### 3月18日
19:00試合開始、試合時間3時間40分、観衆43,002人 ぺトコ・パーク
| ドミニカ共和国 | 6 - 3 | アメリカ合衆国 |

|                | 1 | 2 | 3 | 4 | 5 | 6 | 7 | 8 | 9 | R | H | E |
| -------------- | - | - | - | - | - | - | - | - | - | - | - | - |
| アメリカ合衆国 | 0 | 0 | 2 | 2 | 0 | 0 | 0 | 2 | 0 | 6 | 8 | 1 |
| ドミニカ共和国 | 2 | 0 | 0 | 0 | 0 | 0 | 1 | 0 | 0 | 3 | 9 | 0 |

1. ア：ダフィー、ニシェク、クリッパード、ダイソン、グレガーソン
2. ド：E.サンタナ、ネリス、アバド、ロドニー、ベタンセス、コロメ、ディアス
3. 勝利：ダフィー(2勝)
4. セーブ：グレガーソン(2S)
5. 敗戦：E.サンタナ(1敗)
6. 本塁打
ア：スタントン1号(4回2ラン E.サンタナ)
ド：カノ1号(7回ソロ クリッパード)

### 決勝トーナメント

#### 3月21日 (準決勝)
18:10試合開始、試合時間3時間12分、観衆33,462人 ドジャー・スタジアム
| 日本 | 1 - 2 | アメリカ合衆国 |

|                | 1 | 2 | 3 | 4 | 5 | 6 | 7 | 8 | 9 | R | H | E |
| -------------- | - | - | - | - | - | - | - | - | - | - | - | - |
| アメリカ合衆国 | 0 | 0 | 0 | 1 | 0 | 0 | 0 | 1 | 0 | 2 | 6 | 0 |
| 日本           | 0 | 0 | 0 | 0 | 0 | 1 | 0 | 0 | 0 | 1 | 4 | 1 |

1. ア：タナー・ロアーク、ネイト・ジョーンズ、アンドリュー・ミラー、サム・ダイソン、マーク・マランソン、パット・ネシェック、ルーク・グレガーソン
2. 日：菅野智之、千賀滉大
3. 勝利：サム・ダイソン
4. セーブ：ルーク・グレガーソン
5. 敗戦：千賀滉大
6. 本塁打
日：菊池涼介1号(6回ソロ N.ジョーンズ)
7. 審判
［球審］ドレイク
［塁審］クーパー、グリーブ、エスティビジョン
［外審］キム、バークスデール

#### 3月22日 (決勝)
18:00試合開始予定、試合時間3時間30分、観衆51,565人 ドジャー・スタジアム
| プエルトリコ | 0 - 8 | アメリカ合衆国 |

|                | 1 | 2 | 3 | 4 | 5 | 6 | 7 | 8 | 9 | R | H  | E |
| -------------- | - | - | - | - | - | - | - | - | - | - | -- | - |
| アメリカ合衆国 | 0 | 0 | 2 | 0 | 2 | 0 | 3 | 1 | 0 | 8 | 13 | 0 |
| プエルトリコ   | 0 | 0 | 0 | 0 | 0 | 0 | 0 | 0 | 0 | 0 | 3  | 1 |

1. ア：マーカス・ストローマン、サム・ダイソン、ニシェク、ロバートソン
2. プ：ルーゴ、ヒメネス、ベリオス、ロメロ、ブルゴス、クラウディオ、E･パガン
3. 勝利：ストローマン
4. 敗戦：ルーゴ
5. 本塁打
ア：イアン・キンズラー1号(3回2ラン ルーゴ)

## テレビ放映
| 試合                                     | 放送局   | 放送局         |
| ---------------------------------------- | -------- | -------------- |
| 3月10日 コロンビア 対 アメリカ合衆国     | J SPORTS | スポーツネット |
| 3月11日 アメリカ合衆国 対 ドミニカ共和国 | J SPORTS | スポーツネット |
| 3月12日 カナダ 対 アメリカ合衆国         | J SPORTS | スポーツネット |

## 代表選手
以下が代表選手であり、所属は同大会期間中のものとする。
| ポジション | 背番号 | 氏名                       | 英語表記          | 所属球団                       | 投 | 打 | 備考                         |
| ---------- | ------ | -------------------------- | ----------------- | ------------------------------ | -- | -- | ---------------------------- |
| 監督       | 11     | ジム・リーランド           | Jim Leyland       |                                |    |    |                              |
| コーチ     | 61     | トム・ブローケンズ         | Tom Brookens      |                                |    |    |                              |
| コーチ     | 9      | ティノ・マルティネス       | Tino Martinez     |                                |    |    |                              |
| コーチ     | 38     | ジェフ・ジョーンズ         | Jeff Jones        |                                |    |    |                              |
| コーチ     | 45     | リッチ・ドネリー           | Rich Donnelly     |                                |    |    |                              |
| コーチ     | 42     | ウィリー・ランドルフ       | Willie Randolph   |                                |    |    |                              |
| コーチ     | 1      | アラン・トランメル         | Alan Trammell     | デトロイト・タイガース         |    |    |                              |
| 投手       | 4      | クリス・アーチャー         | Chris Archer      | タンパベイ・レイズ             | 右 | 右 |                              |
| 投手       | 29     | タイラー・クリッパード     | Tyler Clippard    | ニューヨーク・ヤンキース       | 右 | 右 |                              |
| 投手       | 41     | ダニー・ダフィー           | Danny Duffy       | カンザスシティ・ロイヤルズ     | 左 | 左 |                              |
| 投手       | 47     | サム・ダイソン             | Sam Dyson         | テキサス・レンジャーズ         | 右 | 右 |                              |
| 投手       | 60     | マイケル・ギブンズ         | Mychal Givens     | ボルチモア・オリオールズ       | 右 | 右 |                              |
| 投手       | 18     | ルーク・グレガーソン       | Luke Gregerson    | ヒューストン・アストロズ       | 右 | 左 |                              |
| 投手       | 65     | ネイト・ジョーンズ         | Nate Jones        | シカゴ・ホワイトソックス       | 右 | 右 |                              |
| 投手       | 51     | ジェイク・マギー           | Jake McGee        | コロラド・ロッキーズ           | 左 | 左 |                              |
| 投手       | 24     | アンドリュー・ミラー       | Andrew Miller     | クリーブランド・インディアンス | 左 | 左 |                              |
| 投手       | 17     | パット・ネシェック         | Pat Neshek        | フィラデルフィア・フィリーズ   | 右 | 両 |                              |
| 投手       | 57     | タナー・ロアーク           | Tanner Roark      | ワシントン・ナショナルズ       | 右 | 右 |                              |
| 投手       | 30     | デビッド・ロバートソン     | David Robertson   | シカゴ・ホワイトソックス       | 右 | 右 |                              |
| 投手       | 34     | ドリュー・スマイリー       | Drew Smyly        | シアトル・マリナーズ           | 左 | 左 | 途中参加                     |
| 投手       | 6      | マーカス・ストローマン     | Marcus Stroman    | トロント・ブルージェイズ       | 右 | 右 |                              |
| 捕手       | 25     | ジョナサン・ルクロイ       | Jonathan Lucroy   | テキサス・レンジャーズ         | 右 | 右 |                              |
| 捕手       | 28     | バスター・ポージー         | Buster Posey      | サンフランシスコ・ジャイアンツ | 右 | 右 |                              |
| 内野手     | 5      | ジョシュ・ハリソン         | Josh Harrison     | ピッツバーグ・パイレーツ       | 右 | 右 | カーペンターの代替           |
| 内野手     | 12     | ノーラン・アレナド         | Nolan Arenado     | コロラド・ロッキーズ           | 右 | 右 |                              |
| 内野手     | 2      | アレックス・ブレグマン     | Alex Bregman      | ヒューストン・アストロズ       | 右 | 右 |                              |
| 内野手     | 26     | ブランドン・クロフォード   | Brandon Crawford  | サンフランシスコ・ジャイアンツ | 右 | 左 |                              |
| 内野手     | 44     | ポール・ゴールドシュミット | Paul Goldschmidt  | アリゾナ・ダイヤモンドバックス | 右 | 右 |                              |
| 内野手     | 35     | エリック・ホズマー         | Eric Hosmer       | カンザスシティ・ロイヤルズ     | 左 | 左 |                              |
| 内野手     | 3      | イアン・キンズラー         | Ian Kinsler       | デトロイト・タイガース         | 右 | 右 |                              |
| 内野手     | 31     | ダニエル・マーフィー       | Daniel Murphy     | ワシントン・ナショナルズ       | 右 | 左 |                              |
| 外野手     | 10     | アダム・ジョーンズ         | Adam Jones        | ボルチモア・オリオールズ       | 右 | 右 | のちオリックス・バファローズ |
| 外野手     | 22     | アンドリュー・マカッチェン | Andrew McCutchen  | ピッツバーグ・パイレーツ       | 右 | 右 |                              |
| 外野手     | 27     | ジャンカルロ・スタントン   | Giancarlo Stanton | マイアミ・マーリンズ           | 右 | 右 |                              |
| 外野手     | 7      | クリスチャン・イエリッチ   | Christian Yelich  | マイアミ・マーリンズ           | 右 | 左 |                              |

### 指名投手枠(入れ替え可能投手)
| 氏名                   | 英語表記        | 所属球団                       | 投 | 打 | 備考         |
| ---------------------- | --------------- | ------------------------------ | -- | -- | ------------ |
| ブレット・セシル       | Brett Cecil     | セントルイス・カージナルス     | 左 | 右 |              |
| マイケル・フルマー     | Michael Fulmer  | デトロイト・タイガース         | 右 | 右 |              |
| J.A.ハップ             | J.A. Happ       | トロント・ブルージェイズ       | 左 | 左 |              |
| ジェイク・オドリッジ   | Jake Odorizzi   | タンパベイ・レイズ             | 右 | 右 | グレイの代替 |
| ジェフ・サマージャ     | Jeff Samardzija | サンフランシスコ・ジャイアンツ | 右 | 右 |              |
| アレックス・ウィルソン | Alex Wilson     | デトロイト・タイガース         | 右 | 右 |              |

### 不参加選手

#### 選出されたが辞退した選手
| ポジション | 氏名                 | 英語表記       | 所属球団                     | 投 | 打 | 備考         |
| ---------- | -------------------- | -------------- | ---------------------------- | -- | -- | ------------ |
| 投手       | マックス・シャーザー | Max Scherzer   | ワシントン・ナショナルズ     | 右 | 右 | 右手薬指骨折 |
| 投手       | ソニー・グレイ       | Sonny Gray     | オークランド・アスレチックス | 右 | 右 | 怪我の懸念   |
| 内野手     | マット・カーペンター | Matt Carpenter | セントルイス・カージナルス   | 右 | 左 | 腰痛         |

#### 選出される以前に辞退した選手
| ポジション | 氏名                   | 英語表記        | 所属球団                       | 投 | 打 | 備考         |
| ---------- | ---------------------- | --------------- | ------------------------------ | -- | -- | ------------ |
| 投手       | リック・ポーセロ       | Rick Porcello   | ボストン・レッドソックス       | 右 | 右 | チームを優先 |
| 投手       | ザック・ブリットン     | Zach Britton    | ボルチモア・オリオールズ       | 左 | 左 | チームを優先 |
| 投手       | マーク・マランソン     | Mark Melancon   | サンフランシスコ・ジャイアンツ | 右 | 右 | チームを優先 |
| 投手       | クリス・セール         | Chris Sale      | ボストン・レッドソックス       | 左 | 左 | チームを優先 |
| 投手       | デビッド・プライス     | David Price     | ボストン・レッドソックス       | 左 | 左 | チームを優先 |
| 外野手     | ジョージ・スプリンガー | George Springer | ヒューストン・アストロズ       | 右 | 右 | チームを優先 |